# Großsteingrab Rossin
Das Großsteingrab Rossin ist eine megalithische Grabanlage der jungsteinzeitlichen Trichterbecherkultur bei Rossin im Landkreis Vorpommern-Greifswald (Mecklenburg-Vorpommern).

## Lage
Das Grab befindet sich etwa 1 km ostsüdöstlich von Rossin und 800 m südwestlich von Charlottenhof in einem kleinen Waldstück.

## Beschreibung
Die Anlage besitzt ein trapezförmiges Hünenbett und eine Grabkammer mit einer Länge von 5 m und einer Breite von 2,5 m, von der nur noch wenige Wandsteine erhalten sind. Der Typ der Kammer ist nicht bestimmbar.